# سقانفار سید ابوصالح
سقانفار سید ابو صالح مربوط به دوره قاجار است و در شهرستان قائم شهر، بخش مرکزی، روستای سید ابوصالح واقع شده و این اثر در تاریخ ۵ تیر ۱۳۸۴ با شمارهٔ ثبت ۱۱۹۴۶ به‌عنوان یکی از آثار ملی ایران به ثبت رسیده است.